# Ottnang am Hausruck
Ottnang am Hausruck – gmina targowa w Austrii, w kraju związkowym Górna Austria, w powiecie Vöcklabruck. 1 stycznia 2015 liczyła 3859 mieszkańców.